# Euretaster attenuatus
Euretaster attenuatus is een zeester uit de familie Pterasteridae.
De wetenschappelijke naam van de soort werd in 1984 gepubliceerd door Jangoux.